# Fléché
Le fléché est une technique textile et un savoir-faire traditionnel issu du Bas-Canada (Québec). Il est communément associé à la ceinture fléchée.

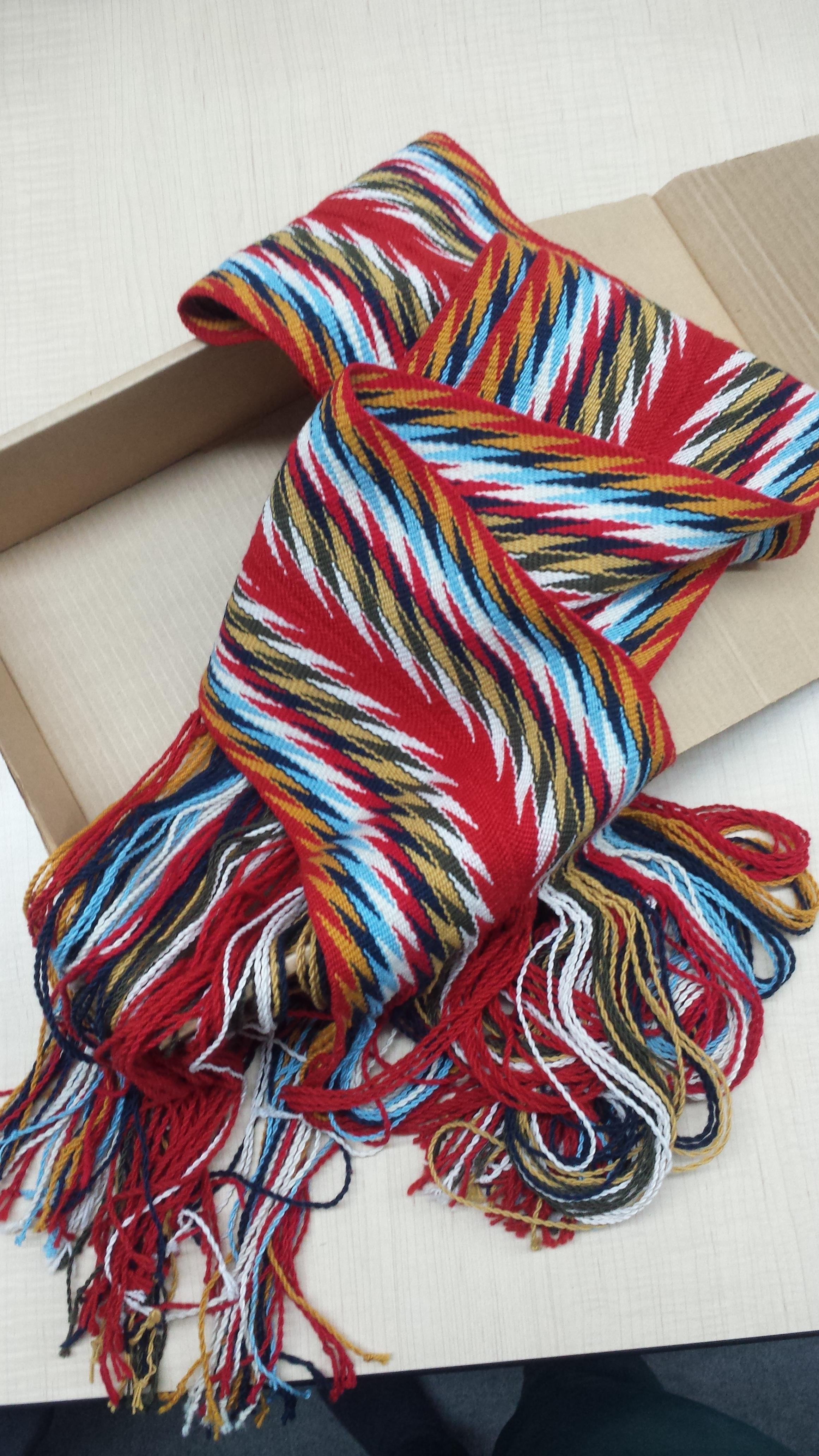
Une ceinture fléchée confectionnée par l'artisan Jean Cadorette.

## Description
Le fléché est une technique de tissage aux doigts (aussi appelée tressage aux doigts). Le fléché, contrairement aux angles droits du tissage effectué au métier, se caractérise par une trame en oblique à mesure que l'artisan travaille et les relais qui créent le motif à flèches et les variantes qui le définissent (les plus connus étant la tête de flèche et la flamme des dames ursulines et les éclairs de l'Assomption, région où des artisanes se spécialisent dans la ceinture fléchée de facture ancienne). Bien que le fléché soit principalement employé dans la confection de ceintures fléchées, son utilisation se diversifie au cours du XXe siècle, où il est mobilisé dans la fabrication d'objets décoratifs et dans l'élaboration d’œuvres artistiques. Il est officiellement considéré, depuis 2016, comme un élément du patrimoine culturel immatériel du Québec.

## La technique

### La préparation de la pièce
Bien que la technique ne nécessite pas d'instruments particuliers, comme un métier à tisser par exemple, la pratique du fléché requiert du temps, du savoir-faire et de la préparation. L'artisan est tout d'abord tenu de sélectionner un motif qui l'aidera à déterminer le nombre de fils nécessaires dans chaque couleur de la pièce à flécher. Il doit ensuite mesurer la longueur de ces fils, traditionnellement composés de laine. Après les avoir mesurés, l'artisan effectue le montage de sa pièce, en plaçant les fils côte à côte en fonction du motif désiré. Pour fixer son montage, l'artisan peut nouer le haut de ses fils, si la longueur le permet. L'artisan poursuit l'ourdissage de sa pièce en passant ses fils, en alternance, au-dessus et en dessous de baguettes d'encroix (ou d'enverjure),,. Pour obtenir un rendu lisse et régulier, l'artisan doit tendre sa pièce en pente devant lui, en fixant les extrémités de ses fils. Certains utilisent une baguette en bois appelée «templet» afin de conserver la largeur de leur pièce lorsqu'ils flèchent.
Si plusieurs artisans de fléchés se limitent à ces étapes de préparation, certains renforcent leur laine en la retordant au rouet et l'imperméabilisent en l'enduisant de cire d'abeille,. D'autres produisent leurs propres teintures végétales pour colorer leurs fils de laine.

### La confection

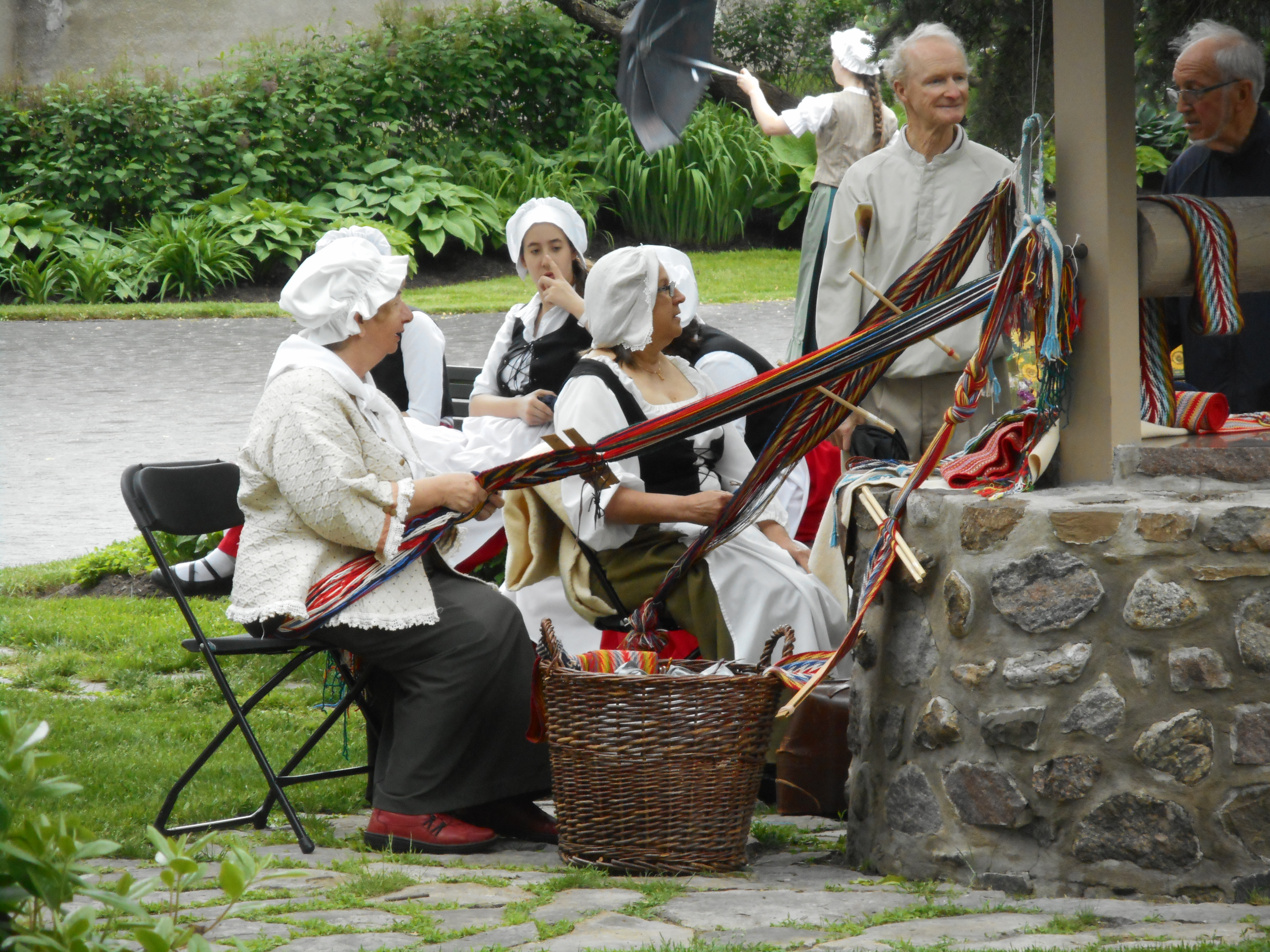
Des artisanes costumées font la démonstration du fléché à la Maison Saint-Gabriel, un musée et site historique à Montréal.

À l'aide de ses doigts, l'artisan fait traverser le fil (de l'extrémité ou du centre, selon le motif), qui prend le rôle du brin-trame, devenant de ce fait inactif. Les fils de chaînes (positionnés à la verticale) passent, un à un, en dessous et au-dessus de cette trame. Selon le motif, le fil de chaîne vient relayer le brin-trame qui retourne à la chaîne à son tour. L'artisan produit alors un relais (ou crochet). Les deux fils qui sont impliqués dans cette substitution prennent alors le rôle de l'autre : le fil de trame redevient un fil de chaîne et le fil de chaîne devient le fil de trame. C'est ce relais qui distingue la technique du fléché et qui permet à l'artisan de continuer le rang tout en formant le motif de flèche,. Au cours de la confection, l'artisan peut tourner ou non sa pièce et travailler main gauche, main droite, afin de rapporter le motif également de chaque côté.

#### Utilisation artistique du fléché
Depuis les années 1970, des artistes utilisent la technique du fléché dans la création d'œuvres d'art textiles. C'est le cas de Monique Genest LeBlanc et Maurice Leduc, entre autres, qui réalisent des tapisseries murales. En mars 1976, le magazine Décormag recense «des fléchés» exposés par l'artisane Suzanne Galaise à l'atelier du Bourg à Montréal. Suzanne Galaise était membre de la première Association des Artisans de ceinture fléchée du Québec. En 2023, Catherine Lessard, artiste du fléché de Québec et lauréate en 2022 du Prix du patrimoine de la Ville de Québec, catégorie «Porteurs de traditions», met sur pied l'exposition solo Grandeur nature/Grandeur humaine, où diverses pièces fléchées de grand format ou de nature installative sont mises à l'honneur.

### Terminologie

#### Tissage et tressage
Au Québec, deux termes sont utilisés pour décrire la nature de la technique du fléché. D'une part, certains artisans désignent le fléché comme un «tissage» aux doigts. Ceux-ci s'appuient principalement sur le fait que, dès le départ, le fléché est séparé en deux nappes, contrairement au tressage (où les fils s'entrecroisent entre eux sans aucune trame), les fils de chaîne du fléché conservent leur position verticale. Dans le contexte du tressage, il n'y a pas de fil de trame comme dans le tissage, qui change d'orientation.
D'autre part, certains préfèrent employer le terme «tressage» aux doigts. Ces derniers s'appuient sur les études d'autrices anglophones, telles que Irene Emery, Noémi Speiser ou Dorothy K. Burnham, lesquelles ont étudié des pièces de textiles anciens. L'expression «tressage» insiste sur le changement de direction des fils et qui entraîne leur entrelacement en oblique, quand les fils s'entrecroisent entre eux.

#### Flécherand et flécheur
Au Québec, il existe deux termes pour désigner l'artisan pratiquant la technique du fléché : flécherand et flécheur (au féminin flécherande et flécheuse). Depuis 2009, le terme flécherand, créé à partir du verbe flécher du linguiste Jacques Laurin en 1973, est reconnu par l'Office québécois de la langue française,.

## Histoire
Les plus anciennes traces écrites répertoriant le fléché, ou du moins le geste unique créant le motif à flèches qui le distingue, datent de la fin du XVIIIe siècle. D'autres sources plus tardives, datant du XIXe siècle, témoignent d'un intérêt plus marqué pour la ceinture fléchée. La multiplication des artisanes dans la région du Grand Assomption au cours de cette époque, notamment due aux demandes de la Compagnie de la Baie d'Hudson et de la Compagnie du Nord-Ouest fusionnées en 1821, traduit ainsi une période d'âge d'or pour le fléché, au XIXe siècle.
Puisqu'il n'existe pas de manuel ou de traité particulier sur le fléché ayant été écrit à l'époque, et que les principales sources l'évoquant ne se contentent que de l'associer aux habits des Canadiens français, il est assez difficile d'en retracer précisément les origines. Au sein des multiples hypothèses qui ont été formulées à cet égard, il semble que celle voulant faire du fléché un syncrétisme des savoir-faire autochtone et canadien soit la plus admise par la communauté scientifique.

### Différentes hypothèses

#### Origines françaises
En 1958, Jean-Marie Gauvreau, en constatant des similarités dans le tissage dans les régions de Lanaudière et de Charlevoix (assez éloignées l'une de l'autre), émet l'hypothèse qu'une technique primitive de tissage aux doigts aurait été importée de la France. En 1970, l'artiste et réalisateur Jean Palardy trouve des ceintures à chevron datant des XVIIe et XVIIIe siècles dans la région française de Guérande. Selon Palardy, la technique de tissage aux doigts de cette région aurait alors été introduite au Canada par les immigrants français pour ensuite être transformée en fléché. Plus tard, l'ethnohistorien Robert-Lionel Séguin répertorie en France une ceinture et une cravate qu'il associe au motif de la flèche. Les observations faites par l'ethnologue Monique Genest LeBlanc corroborent l'idée selon laquelle le fléché créé au Bas-Canada tire ses origines du motif du chevron, également présent sur les plus anciennes ceintures de laine portées par les habitants canadiens. Pour l'ethnologue, ce motif de chevron, qui serait antérieur au motif dit de la flèche, est un motif universel entre autres retrouvé au Japon au VIIIe siècle.

#### Origines autochtones
Pour plusieurs communautés autochtones et certains experts, comme Dorothy K. Burnham (en), le fléché serait avant tout un savoir-faire autochtone transmis aux colons français. Burnham avance ainsi que certains artéfacts autochtones présentent une technique semblable au fléché, qui reprend la technique de liaison et l'enchaînement de brins en diagonale. Outre la présence du tressage dans les communautés huronnes et iroquoises, les études du botaniste Pehr Kalm, qui insistent sur les divers emprunts culturels autochtones par les Canadiens nourrit cette théorie. Dans le même ordre d'idées, selon Maurice Leduc, qui considère qu'en réutilisant la technique de tressage autochtone et en l'adaptant au motif du chevron, les Français auraient mis au point la technique du fléché. Selon l'artisan Pierre Bélanger, qui s'appuie sur le nom des ceintures fléchées des musées (souvent autochtone), l'introduction de la laine au Canada aurait incité les communautés autochtones à produire des ceintures fléchées, qui auraient par la suite été vendues aux Français. Pour certains autochtones, le port de la ceinture fléchée par d'anciens chefs de tribus, notamment reporté sur le tableau d'Henry D. Thielke intitulé Les chefs hurons de Lorette (1838), a fait croire que le fléché ait été inventé par les Premières Nations.
Cette théorie est cependant contestée par plusieurs spécialistes, dont l'ethnologue Monique Genest LeBlanc et l'anthropologue Marius Barbeau, celui-ci qui, dans les années 1940, considère que les ceintures fléchées retrouvées au sein de communautés autochtones auraient en fait été offertes par les Français lors du commerce des fourrures. Au cours des années 1990, plusieurs artisans comme Marie-Berthe Guibault Lanoix étudient les ceintures fléchées de musées (dites autochtones) et constatent que celles-ci datent du XIXe siècle, ce qui confirme la théorie de Marius Barbeau, à l'instar de l'ethnologue Monique Genest LeBlanc et de Yvette Michelin, flécherande ayant effectué de nombreuses recherches depuis 1957 dont elle a publié des extraits en 2015 ,.

#### Origines acadiennes
En 1907, l'historien Édouard-Zotique Massicotte reporte le récit de Mme Françoise Brouillette-Venne, une artisane du fléché habitant à Saint-Jacques. Dans son témoignage, l'artisane précise que sa grand-mère, qui était acadienne, aurait appris le fléché d'un Acadien qui s'était réfugié chez elle. Cette hypothèse est reprise par Guy Courteau et François Lanoue, également habitants de Saint-Jacques, qui font l'histoire de leur paroisse en 1949. Selon eux, le fléché serait originaire de Normandie et aurait été introduit en Acadie lors de la colonisation. À la suite du Grand Dérangement, les Acadiens, en fondant Saint-Jacques, auraient à leur tour transmis le savoir-faire du fléché au XIXe siècle dans la région l'Assomption devenue Lanaudière. Ainsi, au XIXe siècle, grâce à l'intérêt des compagnies de fourrures, on observe des femmes du Grand Saint-Jacques qui se spécialisent dans la production de ceintures fléchées. Marius Barbeau et Édouard-Zotique Massicotte rencontrent cette production au début du XXe siècle.
Cela dit, bien qu'il existe quelques exemplaires d'une ceinture fléchée dite « acadienne », l'absence de traces du fléché, que ce soit dans les costumes acadiens anciens ou dans les actes notariés des familles acadiennes installées dans Lanaudière après 1766, ne permet pas d'affirmer que le fléché est originaire de l'Acadie, selon l'ethnologue spécialisée en textiles Jocelyne Mathieu. Néanmoins, toujours selon la professeure, il est possible que les femmes d'ascendance acadienne aient participé à l'élaboration du fléché, et ce, seulement une fois établies dans la région de L'Assomption.

#### Origines écossaises
Dans le récit intitulé les Légendes du Portage écrit par le prêtre Pierre Poulin en 1827, l'auteur associe l'élaboration du fléché à la présence de commerçants écossais dans la Colonie de la rivière Rouge (Manitoba). Selon cette hypothèse, le fléché aurait été employé pour la première fois par des Métis et des Canadiens pour recréer le plaid en laine colorée des écossais. Puisque la plupart des hommes employés dans cette colonie étaient originaires de L'Assomption (dans Lanaudière), Pierre Pierre Poulin désigna cette région comme le «berceau de la ceinture fléchée».
Cette hypothèse est néanmoins remise en cause par les experts. La spécialiste du textile Dorothy K. Burnham (en) souligne ainsi que la technique du fléché n'était pas employée dans la confection des tissus écossais. Par ailleurs, selon le prêtre Poulin, la ceinture fléchée serait apparue en 1812. Or, plusieurs mentions de cet accessoire dans les livres de compte de la Compagnie du Nord-Ouest et de la Compagnie de la Baie d'Hudson témoignent de sa présence dans les années 1790. Les spécialistes prêtent toutefois aux Écossais l'importation de la laine worsted, une matière utilisée dans le fléché au cours du XIXe siècle,.

#### La contribution de la région de L'Assomption
L'idée du prêtre Poulin selon laquelle le fléché trouverait ses racines dans la région de L'Assomption est remise en cause. Au début du XXe siècle, l'ethnologue Marius Barbeau et l'archiviste Édouard-Zotique Massicotte s'accordent pour dire que c'est à l'Assomption que la ceinture fléchée prit ses développements. Pour Massicotte, cette conclusion s'appuie sur la présence du fléché traditionnel dans cette région à l'époque. Cette hypothèse est d'ailleurs renforcée par les preuves archivistiques du passage des membres de la Compagnie du Nord-Ouest (principal consommateur des ceintures fléchées au cours du XIXe siècle) à L'Assomption vers 1780, une période qui coïncide avec le développement de la ceinture fléchée. La région de L'Assomption serait également le lieu d'apparition des premiers fournisseurs de ces ceintures dont St-Vallier Mailloux, la Compagnie du Nord-Ouest ayant commencé l'échange avec les Amérindiens autochtones à Québec et Montréal.

### Survivance de la pratique du fléché
Au cours de la première moitié du XXe siècle, la multiplication des écoles ménagères canadiennes-françaises, qui, pour certaines, intègrent la technique du fléché au sein de leur programme, permet de sauvegarder le savoir-faire textile. L'École ménagère provinciale de Saint-Jacques prodigue ainsi durant les années 1930 un enseignement du fléché. L'École des arts et métiers à Montréal (encouragé par Jean-Marie Gauvreau en 1939) et le ministère de l'Agriculture à Québec (sous l'impulsion de Germaine Galerneau) proposeront également des cours et des ateliers pour apprendre cette technique,. Dans cette optique, l'artisane Germaine Galerneau, qui travaillera d'ailleurs pour l'École des Arts Domestiques, se démarquera pour ses démonstrations publiques et l'enseignement de la ceinture fléchée à Québec à l'École des Beaux Arts.
Bien que le fléché suscite l'intérêt de la province de Québec entre 1930 et 1940, son enseignement est limité à des cours d'initiation. À l'École ménagère provinciale de Saint-Jacques par exemple, les témoignages des étudiantes soulignent la marginalité des cours de fléché. Dans la pratique, seules les élèves qui fréquentaient les cours d'été intensifs et les activités de tissage domestique apprenaient le fléché. Qui plus est, puisque le fléché prend à l'époque une dimension décorative et que les étudiantes en fléché ne consacrent que peu de temps à la confection; la production d'accessoires en fléché s'éloigne progressivement de la ceinture traditionnelle. Le fléché est alors représenté par des objets aux motifs moins complexes comme des ceinturons, des rubans et des bandeaux.

### Renaissance du fléché
À la fin des années 1960, alors que les écoles ménagères, principale courroie de transmission du fléché, connaissent un déclin à cause des réformes gouvernementales relatives à l'éducation, le fléché trouve un second souffle grâce à la mobilisation de l'artisane Mme Phidias Robert (Flore-Ida Chevalier de son nom de naissance, 1894-1991),. Cette artisane, résidant à Saint-Ambroise-de-Kildare et ayant appris le fléché de Mme Odilon Vigneault (Marie Gaudet) au cours des années 1920, donne de la visibilité à la technique notamment en participant à des démonstrations de fléché chez Dupuis Frères. À titre d'exemple de ses démarches de recrutement, Fore-Ida Chevalier publie en 1966 une annonce dans le journal La presse afin d'offrir ses services pour l'enseignement de la ceinture fléchée. Il est rapporté qu'elle était motivée à mettre en valeur la ceinture fléchée lors du centenaire de la confédération canadienne donnant naissance à l'Exposition universelle de 1967.
Subséquemment, en 1970, une première association de fléché voit le jour : l'Association des artisans de ceinture fléchée du Québec. Seize ans plus tard se forme l'Association des artisans de ceinture fléchée de Lanaudière.
Entre autres propulsé par le sentiment nationaliste et l'engouement populaire pour le patrimoine canadien-français, l'intérêt pour le fléché se traduit par la réédition en 1973 du livre de Marius Barbeau Ceinture fléchée et par la publication de manuels à l'intention du public,. Les ouvrages J'apprends à flécher, écrit par Monique Genest LeBlanc et publié en 1973; Le Fléché: l'art du tissage au doigt, écrit par Françoise Bourret et Lucie Lavigne, publié la même année; Le fléché traditionnel et contemporain, écrit par Hélène Varin Brousseau et publié en 1980; ainsi que Le fléché authentique du Québec par la méthode renouvelée, écrit par Véronique L. Hamelin et publié en 1983, s'inscrivent dans cette lignée,. À partir de ce moment, le fléché conserve certes son statut de savoir-faire traditionnel, mais devient également un moyen d'expression créatif. Monique Genest LeBlanc, Françoise Bourret et Lucie Lavigne proposent ainsi à leurs lecteurs et lectrices un éventail d'accessoires en fléché au sein duquel on retrouve, pour n'en citer que quelques exemples, des sacs à main, des chapeaux, des mitaines, des abat-jours, des cravates, des tapis et des couvre-lits. En 2015, la flécherande Yvette Michelin poursuit dans cette voie, tout en conservant le même savoir-faire, en étudiant l'évolution de la technique ancienne et les découvertes des innovations, en publiant «Fléché traditionnel et actuel».

## Collections muséales
Des institutions muséales ou collections privés en Amérique du Nord conservent des ceintures fléchées anciennes notamment le Musée McCord Stewart, le Musée de la civilisation, le Musée canadien de l'histoire, le Musée Pop et la Maison du Fléché Bélanger,.

## Transmission contemporaine du fléché

### Au Québec

#### Artisans du fléché
Au cours des années 2020, le fléché est transmis au Québec par des artisans agissant à titre de maîtres. Parmi ces artisans qui prodiguent des cours de fléché, on retrouve entre autres Hélène Blouin, Jean Cadorette, Maude Filion, Marie-Berthe Guibault-Lanoix, Lucie Gingras, Catherine Lessard, Yvette Michelin et Claudette Roberge. L'Association des artisans de ceinture fléchée de Lanaudière, également active au cours des années 2020, participe à des événements, comme le rendez-vous annuel des flécheurs à la Maison Rosalie-Cadron, et propose des formations et des ateliers de fléché.

#### Lieux de formation et de transmission
Au Québec, quelques établissements offrent des cours de fléché. Le Centre Marius-Barbeau (Montréal), l'école Métiers et Traditions (Longueuil), la Maison du Fléché Bélanger (Sainte-Marcelline-de-Kildare), ainsi que la Maison des Métiers d'arts du Québec et la Maison Routhier (qui héberge le Centre d'arts textiles), toutes deux située dans le ville de Québec, en sont quelques exemples,,,. Depuis 2008, l'Association des tisserand·e·s du Québec (ATQ) offre des ateliers d'initiation au fléché tissé aux doigts et organise des conférences par des spécialistes. Depuis le milieu des années 1990, le Centre de valorisation du patrimoine vivant (ès TRAD) offre à Québec des démonstrations par le biais de l'Atelier du patrimoine vivant.
Des institutions muséales, comme la Maison Saint-Gabriel et le musée Pointe-à-Callière, organisent périodiquement des démonstrations de fléché.

### Au Manitoba
Au Manitoba, le fléché est célébré en tant que savoir-faire traditionnel canadien-français et métis. Dans cette optique, Louis Riel, dont une des ceintures fléchées serait conservée au Musée de Saint-Boniface, aurait d'ailleurs considéré que la ceinture fléchée représentait un accessoire propre à la culture métisse. Néanmoins, plusieurs artisans manitobains non-métis, issus des communautés caucasiennes francophones et anglophones, pratiquent également la technique du fléché. Parmi ceux-ci on compte l'experte en arts textiles anciens Carol James qui publie en 2009 Le Fléché démêlé. Qui plus est, le fléché est glorifié à l'occasion du Festival du Voyageur à Winnipeg.